# Neoarctus primigenius
Neoarctus primigenius är en djurart som tillhör fylumet trögkrypare, och som beskrevs av Grimaldi de Zio, D'Addabbo Gallo och Morone De Lucia 1992. Neoarctus primigenius ingår i släktet Neoarctus och familjen Neoarctidae. Inga underarter finns listade i Catalogue of Life.